# Gavin Leatherwood
Gavin Thomas Leatherwood (ur. 7 czerwca 1994) – amerykański aktor.

## Życiorys
Urodził się 7 czerwca 1994 roku jako syn Toma Leatherwood i Jill Rigby Baltzer na Maui na Hawajach, jednak młodość spędził w Kalifornii, a gdy miał 18 lat, przeniósł się do Oregon.
Jego debiut aktorski miał miejsce w 2017 roku, kiedy zagrał w serialu Agenci NCIS. Najbardziej znany jest z roli Nicholasa w serialu Netflixa Chilling adventures of Sabrina.

## Filmografia
| Rok       | Tytuł                          | Rola              |
| --------- | ------------------------------ | ----------------- |
| 2017      | Agenci NCIS                    | Syn Dezica        |
| 2018      | Time Being                     | Uczciwy mężczyzna |
| 2018      | Grown-ish                      | Pete              |
| 2018      | My Dead Ex                     | Bryce             |
| 2018–2020 | Wicked Enigma                  | Jason             |
| 2018–2020 | Chilling adventures of Sabrina | Nicholas Scratch  |
| 2020      | Bad Therapy                    | Spit              |